# موتور حسن أباد (بمبور الشرقي)
موتور حسن أباد (بالإنجليزية: Mowtowr-e Hasanabad)‏ هي منطقة سكنية تقع في إيران في سيستان وبلوتشستان.